# І розверзлося пекло…
"І розверзлося пекло… Світ у війні 1939-1945 років" (All Hell Let Loose: The World at War 1939-1945) — книга історика Макса Гейстінґса 2011 року, яка висвітлює історію Другої світової війни та доповнює його попередні роботи «Повелитель» (Overlord) «Армагедон» (Armageddon) і «Немезида»(Nemesis) . У Сполучених Штатах вона була опублікована під назвою "Інферно. Світ у війні 1939-1945 років" (Inferno: The World at War, 1939-1945).

## Короткий опис
Книжка охоплює весь період Другої світової війни і висвітлює події на всіх її фронтах, але в центрі уваги автора перебувають реакції та досвід різних осіб (як у формі, так і цивільних). Рецензії називають книгу «історією звичайної людини», що складається з розповідей тих, хто відіграв меншу роль у конфлікті; «від суднових кухарів до зв'язківців, фермерів і домогосподарок до друкарок і продавців на чорному ринку». 
Книга розглядає кілька «тріумфальних» аспектів письмової історії війни, зосереджуючись на «злигодні, героїзмі та витривалості» в особистих історіях. Гейстінґс робить висновок, що, хоча нацисти добре вели окремі битви, їхні загальні військові зусилля показали «приголомшливу некомпетентність». 

## Критика
Мартін Рубін дав позитивну рецензію в San Francisco Chronicle, назвавши All Hell Let Loose «справжнім узагальненням усього, чого цей історик навчився за всю свою наукову кар'єру». У рецензії в The Observer Ян Томсон відзначив, що попри британськоцентричність наративу книжки (у центрі уваги Західний фронт), автор не ігнорує інші аспекти війни, і назвав її «надзвичайно довгою, але надзвичайно читабельною». Томсон також каже, що Гейстінґс має «слабку антипатію до іноземців». Джонатан Сумпіон розкритикував «безжально песимістичне послання» книги та каже, що погляд на війну з точки зору звичайної людини є викривленим. 
All Hell Let Loose була названа однією з найкращих книг The Telegraph 2011 року в категорії історичних книг. 

## Зовнішні посилання
- All Hell Let Loose in libraries (WorldCat catalog)
- Ian Kershaw (29 вересня 2011). All Hell Let Loose by Max Hastings - review. Архів оригіналу за 2 грудня 2011. Процитовано 30 листопада 2011.
- After Words interview with Hastings on Inferno, December 3, 2011